# Candylion
Candylion je druhé sólové studiové album velšského hudebníka Gruffa Rhyse. Vydáno bylo dne 8. ledna 2007 a jako producenti jsou pod ním vedle Rhyse podepsání ještě Gorwel Owen a Mario Caldato, Jr.. V žebříčku UK Albums Chart se album umístilo na 50. příčce. Na albu se nachází celkem dvanáct písní, z toho dvě jsou nazpívány ve velšském jazyce („Gyrru Gyrru Gyrru“ a „Ffrwydriad yn y Ffurfafen“), zbylé v angličtině. Část skladeb byla nahrána v Riu de Janeiru, část ve velšské vesnici Llanfaelog a část v Londýně. Svým zpěvem do několika písní přispěla zpěvačka Lisa Jên, členka skupiny 9Bach.

## Seznam skladeb
Autorem všech skladeb je Gruff Rhys.
| Pořadí | Název                         | Délka |
| ------ | ----------------------------- | ----- |
| 1.     | This Is Just the Beginning    | 0:49  |
| 2.     | Candylion                     | 2:31  |
| 3.     | The Court of King Arthur      | 3:24  |
| 4.     | Lonsome Words                 | 3:54  |
| 5.     | Cycle of Violence             | 2:55  |
| 6.     | Painting People Blue          | 2:52  |
| 7.     | Beacon in the Darkness        | 3:18  |
| 8.     | Con Carino                    | 2:17  |
| 9.     | Gyrru Gyrru Gyrru             | 3:16  |
| 10.    | Now That the Feeling Has Gone | 3:01  |
| 11.    | Ffrwydriad yn y Ffurfafen     | 2:39  |
| 12.    | Skylon!                       | 14:36 |

## Obsazení
- Gruff Rhys – zpěv, různé nástroje
- Lisa Jên – zpěv
- Owen Evans – kontrabas
- Kassin – beaty
- Gorwel Owen – tambura, stylofon
- Tandi Gebara – birambau
- Felipe Pinaud – flétna
- Jonathan Thomas – pedálová steel kytara
- Rhodri Puw – zvon
- Siwan Puw – rolničky
- Samantha Caldato – zpěv
- Amanda Britton – housle
- Sally Herbert – housle
- Brian Wright – housle
- Jacqueline Norrie – housle
- Laura Melhuish – housle
- Marcus Holdaway – violoncello